# Pietro Freschi
Pietro Freschi (født 6. august 1906, død 16. oktober 1973) var en italiensk roer fra Piacenza.
Freschi var med i den italienske firer uden styrmand, der deltog i OL 1928 i Amsterdam. Bådens øvrige besætning bestod af Cesare Rossi, Paolo Gennari og Umberto Bonadè. Der deltog seks både i konkurrencen, og italienerne vandt deres indledende heat og derpå kvartfinalen uden kamp. I semifinalen mødte de USA, der vandt med lidt over to sekunder og siden blev nummer to i finalen efter Storbritannien. Italien blev derpå nummer tre, da Storbritannien var oversidder i den anden semifinale.
Båden med Gennari, Rossi, Freschi og Bonadè vandt desuden EM-guld i 1929 og 1930.

## OL-medaljer
- 1928:  Bronze i firer uden styrmand